# Daugbjerg Sogn
Daugbjerg Sogn er et sogn i Viborg Domprovsti (Viborg Stift).
I 1800-tallet var Mønsted Sogn og Smollerup Sogn annekser til Daugbjerg Sogn. Alle 3 sogne hørte til Fjends Herred i Viborg Amt. Daugbjerg-Mønsted-Smollerup sognekommune blev ved kommunalreformen i 1970 indlemmet i Fjends Kommune, som ved strukturreformen i 2007 indgik i Viborg Kommune.
I Daugbjerg Sogn ligger Daugbjerg Kirke.
I sognet findes følgende autoriserede stednavne:
- Birkkær (bebyggelse)
- Daugbjerg (bebyggelse, ejerlav)
- Daugbjerg Dås (areal)
- Engedal (bebyggelse, ejerlav)
- Knudsgård (bebyggelse)
- Knudsgård Mark (bebyggelse)
- Nygård (bebyggelse, ejerlav)
- Sejbæk (bebyggelse, ejerlav)
- Søgård (bebyggelse)
- Søgård Mark (bebyggelse)
- Søvsø (bebyggelse, ejerlav)
- Vedhoved (bebyggelse, ejerlav)

Det meste af Daugbjerg by brændte 20-21. april 1791.
I sognet ligger voldstedet Harrestrup, også kaldet Drost Peders Høj. 